# Arcanator orostruthus
La tordina manchada (Arcanator orostruthus) es una especie de ave paseriforme de la familia Modulatricidae  propia de África.

## Distribución y hábitat
Se encuentra en los bosques montanos tropicales de Mozambique y Tanzania.